# Rudolf Towarek

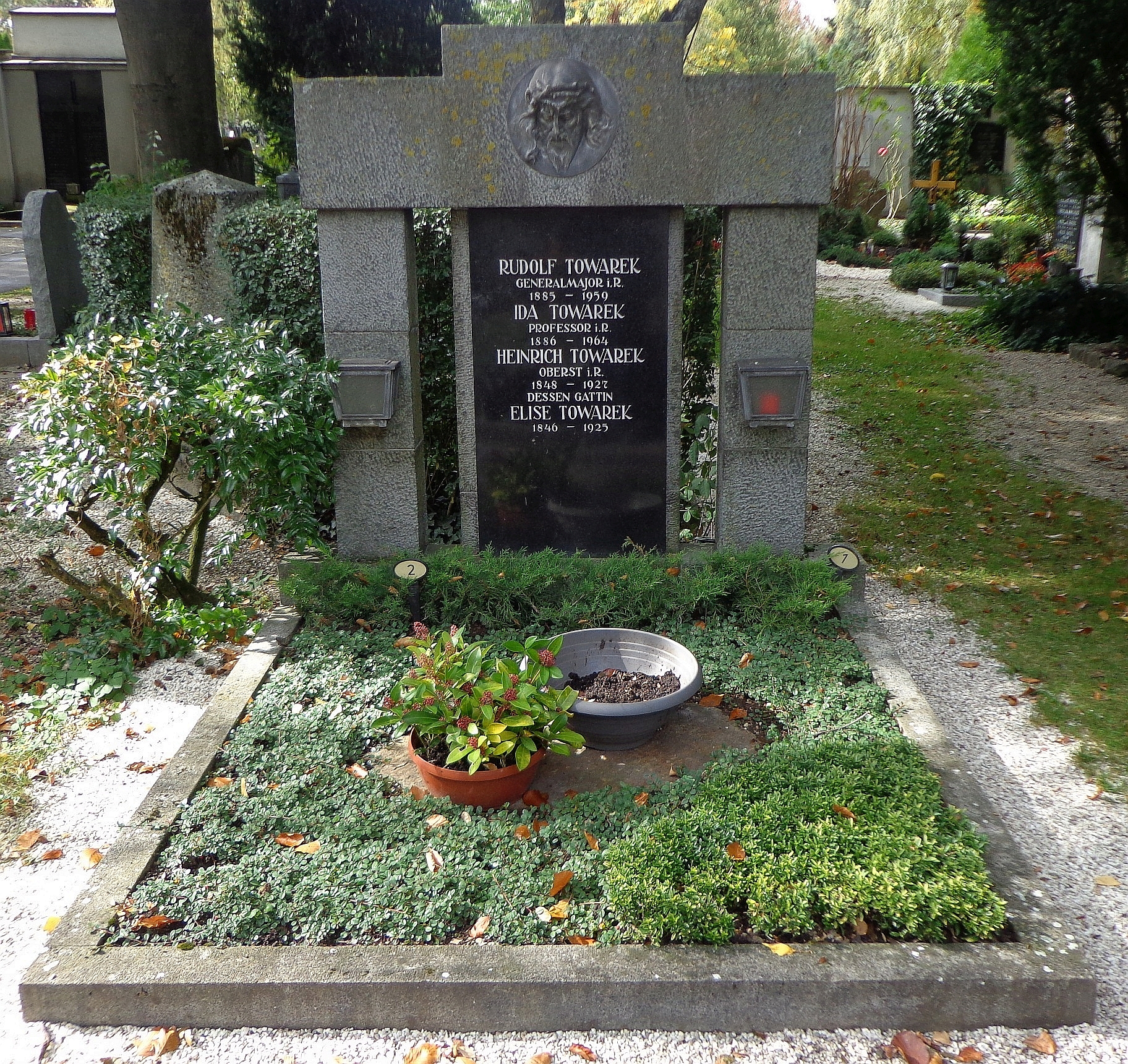
Grób generała Towarka

Rudolf Towarek (ur. 9 czerwca 1885 w Krakowie, zm. 29 listopada 1959 w Linzu) – generał major sił zbrojnych Republiki Austriackiej (1919–1934) i Federalnego Państwa Austriackiego (1934–1938).

## Życiorys
W 1904, po ukończeniu Terezjańskiej Akademii Wojskowej w Wiener Neustadt, został mianowany porucznikiem ze starszeństwem z 1 listopada 1904 i wcielony do Galicyjskiego Pułku Piechoty Nr 9 w Przemyślu. W 1910 awansował na stopień nadporucznika i został przyjęty do Szkoły Wojennej w Wiedniu. W 1913, po ukończeniu studiów, wrócił do macierzystego pułku w Przemyślu. W 1914 otrzymał tytuł „oficer przydzielony do Sztabu Generalnego” i został przydzielony do 17 Brygady Piechoty w Pradze, pozostając oficerem nadetatowym Pułku Piechoty Nr 9. Później otrzymał pełne prawa oficera Sztabu Generalnego i awansował na kapitana ze starszeństwem z 1 marca 1915. We wrześniu 1915 został przydzielony do Komendy II Brygady Legionów Polskich na stanowisko szefa sztabu. 7 stycznia 1916 wrócił do c. i k. Armii.
W 1918 był przydzielony do Inspektoratu Wyszkolenia przy Naczelnym Wodzu Wojsk Polskich w charakterze c. i k. oficera łącznikowego, któremu powierzono sprawy personalne c. i k. oficerów i żołnierzy, referat prasowy i położenie wojenne.
W 1934 został komendantem Szkoły Wojskowej w Enns, która w tym samym roku została przeniesiona do Wiener Neustadt i przemianowana na Terezjańską Akademię Wojskową. Został pochowany na cmentarzu Świętej Barbary w Linzu.

## Ordery i odznaczenia
- Krzyż Zasługi Wojskowej 3 klasy z dekoracją wojenną i mieczami[9]
- Srebrny Medal Zasługi Wojskowej z mieczami na wstążce Krzyża Zasługi Wojskowej[9]
- Brązowy Srebrny Medal Zasługi Wojskowej z mieczami na wstążce Krzyża Zasługi Wojskowej[9]
- Krzyż Jubileuszowy Wojskowy[9]